# Dean Winters
Dean Gerard Winters (nacido el 20 de julio de 1964) es un actor y doble de acción estadounidense. Es conocido por su papel de Ryan O'Reily en el drama carcelario Oz de HBO y tuvo papeles en las series de televisión Rescue Me, 30 Rock, Sex and the City y Law & Order: Special Victims Unit, además de interpretar a "Mayhem" en una serie de comerciales de Allstate Insurance. Coprotagonizó una temporada de la serie dramática policial Battle Creek de CBS Network y tuvo un papel recurrente como "The Vulture" en la serie de comedia Brooklyn Nine-Nine. Se le puede ver en la película de Netflix de 2023, Unos suegros de armas tomar.

## Primeros años
Dean Gerard Winters nació en la ciudad de Nueva York el 20 de julio de 1964. Fue criado en Long Island . Es de ascendencia irlandesa e italiana y habla italiano con fluidez. Tiene dos hermanos, el actor Scott y el escritor Bradford, y una hermana, Blair. Winters pasó su adolescencia en Scottsdale, Arizona. Asistió a la escuela secundaria Chaparral y se graduó de Brophy College Preparatory, una escuela jesuita en Phoenix, en 1982, y de Colorado College en 1986.

## Carrera
Winters ha aparecido en dos de las series de televisión Law & Order : Law & Order: Special Victims Unit, donde fue un personaje regular en la primera temporada, y una estrella invitada en el episodio "Purgatory" de Law & Order: Criminal Intent. También hizo una aparición en la temporada 2 de la serie de televisión Sex and the City como John McFadden. Más de diez años después de su última aparición en SVU, nuevamente interpretó al detective Brian Cassidy en el final de la temporada 13 "Rhodium Nights", se convirtió en un personaje recurrente en la temporada 14 y, en la temporada 15, también se convirtió en el interés amoroso de la capitana Olivia Benson. También ha aparecido como invitado en homicide: Life on the Street, Third Watch, NYPD Blue, csi: Miami y como Dennis Duffy en 30 Rock, además de haber tenido un papel acompañante en Rescue Me.
Protagonizó la comedia romántica de 1999 Undercover Angel con Yasmine Bleeth y la película de terror directamente para video de 2002 Hellraiser VI: Hellseeker. Interpretó a Tom en P.S. I Love You. Winters interpretó al padre del detective Sam Tyler en la versión estadounidense de Life On Mars. También interpretó a Charley Dixon, el interés amoroso de Sarah Connor, en terminator: The Sarah Connor Chronicles.
Winters realizó comedia stand-up en Catch a Rising Star, The Comic Strip y Comedy Cellar junto a los destacados comediantes Jerry Seinfeld, Paul Reiser y Chris Rock. Un especial de comedia de HBO lo llevó al papel que interpretó en Oz, el drama carcelario producido por HBO.
Winters participó en el drama piloto de ABC Happy Town, de los creadores de October Road, pero fue reemplazado por Steven Weber después de filmar el piloto.
Winters estuvo alejado de la actuación hasta 2010, cuando Tina Fey lo trajo de regreso a 30 Rock. También ese año, Winters fue presentado como "Mayhem", un personaje recurrente en una campaña publicitaria de radio y televisión para Allstate Insurance creada por la agencia de publicidad Leo Burnett Chicago. En 2019, Fey se unió a Winters en una serie de comerciales de "Mayhem".
Winters interpretó a Avi en John Wick. Winters coprotagonizó una temporada de la serie dramática policial de CBS Network Battle Creek, interpretando a un detective de la fuerza policial de un pequeño pueblo junto a Josh Duhamel, el agente residente del FBI asignado a la ciudad. La serie fue cancelada en mayo de 2015. Más recientemente, repitió su papel en Brooklyn Nine-Nine como The Vulture y tuvo un papel secundario como abogado de divorcios en la serie Divorce de HBO. En el 2018, fue elegido como Mr. Town en la segunda temporada de Starz American Gods.

## Filmografía

### Película
| Año  | Título                                           | Papel              | Notas                           |
| ---- | ------------------------------------------------ | ------------------ | ------------------------------- |
| 1997 | Conspiracy Theory                                | Cleet              | Debut cinematográfico           |
| 1997 | Lifebreath                                       | Amante de Chrystie |                                 |
| 1999 | Undercover Angel                                 | Harrison Tyler     |                                 |
| 2001 | Snipes                                           | Bobby Starr        |                                 |
| 2001 | Bullet in the Brain                              | Bank Robber        | Cortometraje                    |
| 2002 | Hellraiser VI: Hellseeker                        | Trevor             | Directamente para video         |
| 2004 | Brooklyn Bound                                   | Danny              |                                 |
| 2004 | Love Rome                                        | Dean               |                                 |
| 2006 | Bristol Boys                                     | Randy              |                                 |
| 2006 | Dead Calling                                     | Nick               |                                 |
| 2007 | P.S. I Love You                                  | Tom                |                                 |
| 2009 | Winter of Frozen Dreams                          | Ken Curtis         |                                 |
| 2009 | Splinterheads                                    | Reggie             |                                 |
| 2009 | Today's Special                                  | Steve              |                                 |
| 2010 | Vipers in the Grass                              | Frank Devine       | Cortometraje                    |
| 2012 | The Worst                                        | Night              | Cortometraje                    |
| 2013 | The Devil You Know                               | Jake Kelly         |                                 |
| 2013 | Memoire                                          | Gregor             | Cortometraje                    |
| 2014 | Don Peyote                                       | Gun Dealer         |                                 |
| 2014 | John Wick                                        | Avi                |                                 |
| 2016 | Teenage Mutant Ninja Turtles: Out of the Shadows | Bartender          |                                 |
| 2017 | Rough Night                                      | Detective Frazier  |                                 |
| 2018 | After Everything                                 | Blake              |                                 |
| 2018 | Father of the Year                               | Geoff              |                                 |
| 2018 | A Civilized Life                                 | Conway             | Cortometraje; también productor |
| 2019 | Framing John DeLorean                            | John Valestra      | Documental                      |
| 2020 | Chicas perdidas                                  | Dean Bostick       |                                 |
| 2021 | Palmer                                           | Jerry              |                                 |
| 2021 | Christmas vs. the Walters                        | Brian Walters      |                                 |
| 2023 | Unos suegros de armas tomar                      | Vince Millen       |                                 |

### Televisión
| Año       | Título                                  | Papel                                  | Notas                                                         |
| --------- | --------------------------------------- | -------------------------------------- | ------------------------------------------------------------- |
| 1995–1996 | homicide: Life on the Street            | Tom Marans                             | Debut en televisión; recurrente; 3 episodios                  |
| 1996      | NYPD Blue                               | Larry                                  | Episodio: "Where'd the Van Gogh?"                             |
| 1996      | The Playroom                            |                                        | Cortometraje de televisión                                    |
| 1997      | Firehouse                               | Nick Wilkinson                         | Película de televisión                                        |
| 1997–1999 | Millennium                              | Joven Michael Lanyard/Mr. Crocell      | 2 episodios                                                   |
| 1997–2003 | Oz                                      | Ryan O'Reily                           | Personaje regular; 56 episodios                               |
| 1998      | New York Undercover                     | Paul Delaney                           | Episodio: "Rat Trap"                                          |
| 1999      | Sex and the City                        | John McFadden                          | Episodio: "The F**k Buddy"                                    |
| 1999      | Saturday Night Live                     | Ryan O'Reily                           | Sin acreditar; Episodio: "Jerry Seinfeld/David Bowie"         |
| 1999–2019 | Law & Order: Special Victims Unit       | Brian Cassidy                          | Recurrente; 31 episodios                                      |
| 2001      | Deadline                                | Des Lonegan                            | Episodio: "Shock"                                             |
| 2002      | Third Watch                             | Bill Stram                             | Episodio: "The Unforgiven"                                    |
| 2002      | The Twilight Zone                       | Gordon                                 | Episodio: "Future Trade"                                      |
| 2004      | Strip Search                            | Ned McGarth                            | Película de televisión                                        |
| 2004–2011 | Rescue Me                               | Johnny Gavin                           | Protagonista; 33 episodios                                    |
| 2005      | CSI: Miami                              | Raymond Caine                          | Episodio: "10-7"                                              |
| 2006–2012 | 30 Rock                                 | Dennis Duffy                           | Recurrente; 15 episodios                                      |
| 2008      | Law & Order: Criminal Intent            | Mike Stoat                             | Episodio: "Purgatory"                                         |
| 2008–2009 | terminator: The Sarah Connor Chronicles | Charley Dixon                          | Recurrente; 9 episodios                                       |
| 2008–2009 | Life on Mars                            | Vic Tyler                              | Recurrente; 3 episodios                                       |
| 2012      | Up All Night                            | Casey Brinkley                         | Episodio: "Preschool Auction"                                 |
| 2013      | Westside                                | Robbie Carver                          | Película de televisión                                        |
| 2013–2019 | Brooklyn Nine-Nine                      | Detective Keith 'The Vulture' Pembroke | Recurrente; 9 episodios                                       |
| 2014      | American Dad!                           | Edward                                 | Papel de voz; episodio: "News Glances with Genevieve Vavance" |
| 2015      | Battle Creek                            | Russ Agnew                             | Protagonista; 13 episodios                                    |
| 2016      | Unbreakable Kimmy Schmidt               | Bunny                                  | Episodio: "Kimmy Kidnaps Gretchen!"                           |
| 2016–2018 | Divorce                                 | Tony Silvercreek                       | Recurrente; 6 episodios                                       |
| 2017–2019 | Tangled                                 | Andrew                                 | Papel de voz; 2 episodios                                     |
| 2019      | Berlin Station                          | Birdman                                | Episodio: "The Dream of the Four Policemen"                   |
| 2019      | Wayne                                   | Daddy/Bobby Lucetti                    | Recurrente; 6 episodios                                       |
| 2019      | American Gods                           | Mr. Town                               | Episodio: "The Beguiling Man"                                 |
| 2019      | City on a Hill                          | Ralph Hook                             | Episodio: "It's Hard to Be a Saint in the City"               |
| 2021      | Girls5eva                               | Nick                                   | 3 episodios                                                   |
| 2022      | Joe vs. Carole                          | Jeff Lowe                              | Serie limitada                                                |